# Béla Jenbach
Béla Jenbach, nom de scène de Béla Jacobowicz (né le 1er avril 1871 à Miskolc, mort le 21 janvier 1943 à Vienne) est un acteur et librettiste autrichien d'origine hongroise.

## Biographie
Jenbach arrive à Vienne à l'âge de 18 ans avec sa sœur Ida Jenbach qui veut devenir actrice. Au début, il vit de petits boulots et écrit de la littérature triviale. Il investit ses gains dans des cours d'art oratoire et se révèle être un élève talentueux et réussit à perdre son accent en un rien de temps. Il est engagé au Burgtheater. Il change alors son nom de Jacobowicz pour Jenbach. Il espère une plus grande reconnaissance et ne veut pas être immédiatement associé à ses racines juives.
Déprimé par les faibles revenus en tant qu'acteur du Burgtheater, il vient à l'opérette en allant au Café Sperl pour écrire des livrets. Il aurait préféré devenir un auteur de pièces de théâtre, mais travailler pour des compositeurs d'opérette est plus lucratif.
Pendant le Troisième Reich, ses conditions de travail se détériorent. Jenbach est l'époux de  l'actrice Anna Brandstätter, catholique, et ils ont une fille. Il ne pense pas à émigrer. À partir de 1940, il se cache dans une cave à Vienne. Après trois ans, Jenbach ressent une douleur physique intense. Il est hospitalisé pour un cancer de l'estomac au stade terminal et meurt au sanatorium d'Auersperg  le 21 janvier 1943. Sa femme ne lui survit que huit jours. Elle meurt d'un cancer du sein le 29 janvier 1943. Ils sont enterrés au cimetière évangélique de Matzleinsdorf . Leurs deux filles survivent au régime nazi à Vienne en tant qu'enfants de père juif.
En 1955, la Jenbachgasse à Vienne-Hietzing porte son nom en hommage.

## Œuvre
- Princesse Czardas, 1915 (avec Leo Stein)
- Das Hollandweibchen, 1920 (avec Leo Stein)
- Die blaue Mazur, 1920 (avec Leo Stein)
- Paganini, 1925 (avec Paul Knepler)
- Der Zarewitsch, 1927 (avec Heinz Reichert)

## Source de la traduction
- (de) Cet article est partiellement ou en totalité issu de l’article de Wikipédia en allemand intitulé « Bela Jenbach » (voir la liste des auteurs).